# Talsperre Salamonde
Die Talsperre Salamonde (portugiesisch Barragem de Salamonde) liegt in der Region Nord Portugals im Distrikt Braga. Sie staut den Fluss Cávado, der hier die Grenze zwischen den Distrikten Braga und Vila Real bildet. Ungefähr 500 m südwestlich der Talsperre befindet sich die Gemeinde Salamonde.
Die Talsperre wurde 1953 fertiggestellt. Sie dient der Stromerzeugung. Die Talsperre ist im Besitz der Companhia Portuguesa de Produção de Electricidade (CPPE).

## Absperrbauwerk
Das Absperrbauwerk ist eine Bogenstaumauer aus Beton mit einer Höhe von 75 m über der Gründungssohle. Die Mauerkrone liegt auf einer Höhe von 281 m über dem Meeresspiegel. Die Länge der Mauerkrone beträgt 284 m. Das Volumen des Bauwerks beträgt 93.000 m³. Die Staumauer wurde von André Coyne und Jean Bellier entworfen.
Die Staumauer verfügt sowohl über einen Grundablass als auch über eine Hochwasserentlastung. Über den Grundablass können maximal 130 m³/s abgeleitet werden, über die Hochwasserentlastung maximal 1.700 m³/s.

## Stausee
Beim normalen Stauziel von 280 m  (max. 280,5 m bei Hochwasser) erstreckt sich der Stausee über eine Fläche von rund 2,42 (bzw. 2,36) km² und fasst 65 (bzw. 63) Mio. m³ Wasser – davon können 56,3 (bzw. 55 oder 57) Mio. m³ zur Stromerzeugung genutzt werden. Mit den nutzbaren 55 Mio. m³ Wasser können 26,9 Mio. kWh erzeugt werden.

## Kraftwerk Salamonde I
Das Kraftwerk Salamonde ist mit einer installierten Leistung von 42 MW eines der kleineren Wasserkraftwerke Portugals. Die durchschnittliche Jahreserzeugung liegt bei 232 (bzw. 175, 231,2 oder 244) Mio. kWh.
Die zwei Francis-Turbinen und die zugehörigen Generatoren wurden von VÖEST geliefert. Sie befinden sich in einem unterirdischen Maschinenhaus. Die zwei Turbinen des Kraftwerks leisten jede maximal 21,8 MW und die Generatoren 25 MVA. Die Nenndrehzahl der Turbinen liegt bei 428/min. Die Nennspannung der Generatoren beträgt 10,25 kV. In der Schaltanlage wird die Generatorspannung von 10,25 kV mittels Leistungstransformatoren auf 160 kV hochgespannt.
Die minimale Fallhöhe beträgt 78 m, die maximale 125 m. Der maximale Durchfluss liegt bei 22 m³/s je Turbine.
Das Kraftwerk ist im Besitz der CPPE, wird aber von EDP betrieben.

## Kraftwerk Salamonde II
EDP hat der Firma Alstom (zusammen mit der Firma Ensulmeci) 2011 den Auftrag erteilt, eine 207 MW Francis-Pumpturbine mit Generator sowie sonstiger Ausrüstung in dem neuen Pumpspeicherkraftwerk Salamonde II zu installieren. Die Kosten für die Anlagen belaufen sich auf ca. 55 Mio. €. Die Inbetriebnahme von Salamonde II ist für den August 2015 geplant. Die durchschnittliche Jahreserzeugung wird bei voraussichtlich 386 Mio. kWh liegen. Die Gesamtkosten für das Kraftwerk Salamonde II belaufen sich auf ca. 195 bis 205 Mio. €.